# Jan Skrzyński
Jan Skrzyński herbu Zaremba (zm. przed 2 marca 1731 roku) – kasztelan łęczycki w latach 1720–1731, podkomorzy łęczycki w latach 1701–1720, chorąży mniejszy łęczycki w latach 1689–1701.
Poseł na sejm 1693 roku z województwa sieradzkiego. Poseł województwa łęczyckiego na sejm 1695 roku. Poseł na sejm pacyfikacyjny 1699 roku z województwa łęczyckiego. Poseł na sejm 1703 roku z województwa łęczyckiego. Był członkiem konfederacji sandomierskiej 1704 roku. Jako poseł województwa łęczyckiego był uczestnikiem Walnej Rady Warszawskiej 1710 roku. Poseł na Sejm zwyczajny 1719/1720 (z limity) roku z województwa łęczyckiego. 